# Hajredin Barbarosa
Hajredin Barbarosa (arabsko خير الدين بربروس‎, Khayr ad-Din Barbarus) ali Barbarosa Hajredin Paša (turško Barbaros Hayrettin Paşa), rojen kot Hizr ali Hidr, je bil osmanski gusar in kasneje veliki admiral osmanske vojne mornarice, * okoli 1478, Lesbos, Osmansko cesarstvo † 4. julij 1546, Büyükdere, Osmansko cesarstvo.
Njegove pomorske zmage  so Osmanskemu cesarstvu sredi 16. stoletja zagotovile dominacijo na Sredozemskem morju. 
Svojo kariero je začel kot gusar pod poveljstvom svojega starejšega brata Oruč Reisa. Leta 1516 sta brata osvojila Alžir in Oruč se je proglasil za sultana. Po Oručevi smrti leta 1518 je Hizr nasledil bratov vzdevek Barbarosa (Redečebradec). Dobil je tudi častno ime Hajredin (iz arabskega Khayr ad-Din, "dobrota vere" ali "najboljše od vere"). Leta 1529 je od Špancev ponovno osvojil Alžir.
Leta 1533 ga je sultan Sulejman Veličastni  imenoval za kapudan pašo (veliki admiral) osmanske mornarice. Istega leta je vodil delegacijo v Francijo, leta 1534 osvojil Tunis in leta 1538  v Prevezi prepričljivo premagal Sveto ligo. V 1540. letih se je na nekaj kampanjah pridružil Francozom. Leta 1545 se je v Istanbulu upokojil in naslednje leto umrl.

## Poreklo
Hizr je bil rojen leta 1466 ali okoli 1478  v vasi Palakoipos na osmanskem otoku Midili (Lesbos, zdaj Grčija) kot sin poturčenega Albanca  in spahije Jakup Age in pravoslavne Grkinje Katerine z Lesbosa. Mati je bila vdova grškega pravoslavnega duhovnika. Starša sta bila poročena in imela hčerki in štiri sinove: Išaka, Oruča, Hizra in Iljasa. Jakup je leta sodeloval pri osmanskem osvajanju Lesbosa, ki je bil v posesti genovske dinastije Gattilusio, in za nagrado dobil v fevd vas Bonova na Lesbosu. Ukvarjati se je začel z lončarstvom in kupil barko za trgovanje s svojimi izdelki. Sinovi so mu pri tem pomagali, o hčerkah pa ni nič znanega. Oruč je očetu pomagal na barki, Hizr pa v delavnici.

## Zgodnja kariera
Vsi štirje bratje so postali pomorščaki in se ukvarjali s trgovanjem. S poslom se je prvi začel ukvarjati Oruč, kateremu se je pridružil brat Iljas. Ko je dobil svojo ladjo, se je s tem začel ukvarjati tudi Hizr. Bratje so bili sprva trgovci in nato pirati, da bi ovirali piratstvo malteških vitezov s sedežem na Rodosu (do leta 1522). Oruč in Iljas sta delovala v Levantu med Anatolijo, Sirijo in Egiptom. Hizr je deloval v Egejskem morju, predvsem okoli Soluna. Najstarejši brat Išak je ostal Lesbosu in bil vpleten v finančne afere svoje družine.

### Ijlasova smrt, Oručevo ujetništvo in osvoboditev
Oruč je bil zelo uspešen pomorščak, ki se je že na začetku kariere naučil govoriti italijansko, špansko, francosko, grško in arabsko. Ko se je z bratom Iljasom vračal s trgovskega potovanja v Tripoli, Libanon, so ju napadli malteški vitezi in Iljasa ubili, Oruča pa ranili. Zaplenili so očetovo ladjo in Oruča ujeli. Naslednja skoraj tri leta je preživel v ječi v Bodrumu. Ko je za njegovo ujetništvo izvedel Hizr, je odšel v Bodrum in mu pomagal pobegniti. 

### Oruč kot pirat
Oruč je po pobegu odšel v Antalyo, kjer je od osmanskega princa (şehzade) in guvernerja Korkuta dobil osemnajst galej za borbo proti malteškim vitezom, ki so uničevali osmanske ladje in resno ovirali promet in trgovanje. Ko je Korkut v naslednjih letih postal guverner Lesbosa, je dal Oroču še večjo floto 24 galej s sedežem v İzmiru in mu ukazal, da se udeleži osmanske pomorske ekspedicije v Apulijo, Italija. Oruč je tam obstreljeval več obmorskih mest in zajel dve ladji. Na poti domov je na Evbeji zajel še tri galeone in dve ladji.  Po vrnitvi na Lesbos je izvedel, da je Korkut pobegnil v Egipt, ker se je bal, da ga bo brat in novi sultan Selim I. ubil. Dinastični spori in umori so bili v Osmanski dinastiji pogosta praksa. Oruč se je zaradi zvez s pobeglim osmanskim princem pričakoval težave in odplul v Egipt, kjer se je v Kairu sestal s Korkutom. Uspel je priti na dvor mameluškega sultana Kansuha al-Gaurija, ki mu je dal drugo ladjo in mu zaupal nalogo, da pustoši po obali Italije in sredozemskih otokih, ki so jih nadzirali kristjani. Zimo je preživel v Kairu in spomladi odplul iz Aleksandrije in operiral predvsem ob obalah Ligurije in Sicilije.

### Hizrova kariera pod Oručem
Leta 1503 je Oruču uspelo zajeti še tri ladje in na Djerbi postaviti novo bazo, s čimer je težišče svojih operacij prestavil na zahodno Sredozemlje. Leto kasneje se je Oruču pridružil brat Hizr. Navezala sta stike s tunizijskim sultanom Abu Abdulahom Mohamedom Hamizom in ga zaprosila, če lahko za svoje operacije uporabljata strateško pomembno pristaniške La Goulette pri Tunisu. Sultan jima je to dovolil pod pogojem, da mu prepustita tretjino plena. 
Brata sta v bližini Elbe z majhnimi galioti zaplenil dve mnogo večji papeževi galeji in pri Eolskih otokih  sicilsko vojno ladjo Cavalleria s 380 španskimi vojaki in 60 španskimi vitezi iz Aragonije, ki so bili na poti iz Španije v Neapelj. Leta 1505 sta izropala obale Kalabrije. Ti podvigi so zelo povečali njuno slavo. Pridružilo se jima je več drugih dobro znanih piratov, vključno s Kurtoğlujem, na zahodu znanem kot  Kurtogoli. Leta 508 so opustošili obale Ligurije, zlasti Diano Marino.
Leta 1509 se je bratoma v La Goulette pridružil brat Išak. Oručeva slava je v muslimanskem svetu še zrasla, ko je v letih 1504 do 1510 prevažal muslimanske mudéjarje iz krščanske Španije v severno Afriko. Njegova prizadevanja, da pomaga španskim muslimanom v stiski in jih prepelje v varnejše dežele, so mu prinesla častno ime Baba Oruç - Oče OruČ, ki se je sčasoma - zaradi podobnega zvena - v Španiji, Franciji in Italiji preobrazilo v Barbarosa, kar  v italijanščini pomeni Rdeča brada.
Bratje so leta 1510 opustošili polotok Passero na Siciliji in odbili španske napade na Bougie, Oran in Alžir. Avgusta 1511 so opustošili Reggio Calabria v južni Italiji. Naslednje leto jih je izgnani  vladar  Bougie povabil, naj izženejo Špance. Oruč je v bitki z njimi izgubil levo roko in zaradi srebrne proteze dobil vzdevek Gümüş Kol – Srebrna roka. Leto kasneje so bratje opustošili Andaluzijo in zaplenili galiot genovske družine Lomellini. Zatem so se izkrcali na Menorki in zasedli obalne gradove in se nato izkrcali v Liguriji in pri Genovi zaplenili štiri genovske galeje. Genovežani so proti njim poslali svojo floto, da bi osvobodila zaplenjene ladje, a so jim bratje zaplenili še poveljniško ladjo. V enem mesecu so zaplenili 23 ladij in se vrnili v La Goulette.
V La Goulette sta zgradila še tri galiote in smodnišnico. Leta 1513 sta zaplenila štiri angleške ladje na poti v Francijo, napadla Valencijo, kjer sta zaplenila še štiri ladje in tam odplula v Alicante in pri Malagi zasegla špansko galejo. Leta 1513 in 1514 so se bratje večkrat spopadli s špansko floto in se preselili v svojo novo bazo Cherchell vzhodno od Alžira. Leta 1514  so z dvanajst galioti uničili dve španski trdnjavi v Bougieju, ko na pomoč priplula španska flota pod poveljstvom podkralja Majorke Miguela de Gurrea, pa so se odpravili proti Cevti in jo izropali in zatem zasedli Jilel v Alžiriji, ki je bil pod genovsko oblastjo. Za njim so zasedli še Mahdiyo v Tuniziji. Od tam so se odpravili na vzhod in opustošili obale Sicilije, Sardinije, Balearske otoke in špansko celino. Zaplenili so tri velike ladje. Leta 1515 so na Majorki zaplenili več galeonov, galejo in tri barke. Oruč je tega leta poslal sultanu Selimu I. dragocena darila, on pa mu je v zameno poslal dve galeji in dve sablji, okrašeni z diamanti. Leta 1516 se je bratom med obleganjem gradu Elba pridružil Kurtoğlu (Curtogoli). Po obleganju so ponovno napadli Ligurijo, kjer so zaplenili 12 ladij in poškodovali 28 drugih.

### Vladarji Alžirije
Bratje so leta 1516 osvojili Jilel in Alžir, ki sta bila pod špansko oblastjo,  in prevzeli oblast v mestih in njuni okolici. Bivši vladar  Abu Hamo Musa III. iz Zijadske dinastije je pobegnil. Španci iz Alžira so se zatekli na otok Peñón pred maroško obalo in prosili za posredovanje španskega kralja in svetega rimskega cesarja Karla V.  Španska flota ni uspela pregnati bratov iz Ažirije.

### Priključitev Alžirije k Osmanskemu cesarstvu
Oruč je po utrditvi oblasti in proglasitvi za sultana Alžirije začel širiti svoje ozemlje v notranjost celine in osvojil Miliano, Medeo in Ténès. Bratje so leta 1517 napadli Capo Limiti in zatem otok Capo Rizzuto pred obalo Kalabrije. 
Za Oruča bi bila najboljša obramba pred največjim rivalom Španijo združitev z Osmanskim cesarstvom. Leta 1517 je Alžirijo ponudil sultanu Selimu I., ki je ponudbo sprejel in Alžiriji podelil status province (sandžak). Za njenega guvernerja in glavnega pomorskega guvernerja zahodnega Sredozemlja je imenoval Oruča in mu obljubil podporo janičarjev, galej in topništva.

### Oručeva in Išakova smrt
Španci so leta 1517  za novega vladarja Tlemcena in Orana imenovali Abu Zajana in mu kazali, naj napade Oruča. Oroč je izvedel za španske načrte in Abu Zajana prehitel z napadom na  Tlemcen. Po osvojitvi mesta so Abu Zajana ujeli in usmrtili. Šejk Bohamud, edini preživeli član Abu Zajanove rodbine, je pobegnil v Oran in za pomoč zaprosil Špance.
Maja 1518 je v Oran prišel cesar Karel V. Sprejela sta ga Šejk Buhamud in markiz Diego de Córdoba, guverner in poveljnik 10.000 španskih vojakov. Njuni vojski se je pridružilo nekaj tisoč lokalnih Beduinov. Vojska se je po kopnem odpravila proti Tlemcenu, kjer sta jo čakala Oruč in Išak s 1.500 turškimi in 5.000 mavrskimi vojaki. Brata sta dvajset dni branila mesto in bila nato ubita v spopadu z vojsko Garcie de Tineo.
Selim I. je po Oručevi smrti za beglerbega Alžirije imenoval Hizra, ki je po bratu podedoval janičarje, galeje in topove in celo ime Barbarosa.

## Kasnejša kariera

### Paša Alžirije
Barbarosa je s svežimi turškimi vojaki, ki mu jih je poslal Selim I., decembra 1518 ponovno osvojil Tlemcen. V severno Afriko je še naprej prevažal  mudeharje iz Španije, s čimer si je zagotovil znatno število hvaležnih in zvestih muslimanov, ki so zelo sovražili Španijo. Osvojil je Annabo in leta 1519 porazil špansko-italijansko vojsko, ki je nameravala osvojiti Alžirijo. V neki drugi akciji je potopil špansko ladjo in zajel osem drugih. To leto je opustošil tudi Provanso, Tuolon in Îles d'Hyères v južni Franciji. Leta 1521 je napadel Baleare in zajel več španskih ladij, ki so se vračale iz Cadiza. Leta 1522 so njegove ladje pod Kurtoğlujevim poveljstvom sodelovale v osvajanju Rodosa. Malteški vitezi so se morali 1.januarja 1523 umakniti z otoka.
Leta 1523 je napadel obale Sardinije. Maja 1526 se je izkrcal v Crotonu v Kalabriji in izropal mesto. V pristanišču je potopil špansko galejo in fusto, napadel Castignano v Marki na jadranski obali in se nato izkrcal na polotoku Spartivento. Junija 1526 se je izkrcal v  Reggiu Calabria in zatem porušil trdnjavo v  pristanišču Messina. Od tam je odplul proti Toskani. Ko je pred obalo Piombina naletel na ladjevje Andrea Dorie in malteških vitezov, se je umaknil. Naslednji mesec se je ponovno pojavil v Messini in opustošil obalo Kanpanije. Naslednje leto je napadel več pristanišč in gradov na obali Italije in Španije.
Maja 1529 je osvojil špansko trdnjavo na otoku Peñón de Vélez de la Gomera, ki je nadzirala severno obalo Alžirije. Avgusta istega leta je napadel obalo Španije in v naslednjih sedmih plovbah pomagal 70.000 Moriskom pobegniti iz Andaluzije. Januarja 1530 je ponovno napadel Sicilijo in marca in junija   Balearske otoke in Marseille. Julija 1530 se je pojavil pred obalo Provanse in Ligurije in zaplenil dve genovski ladji. Avgusta je napadel Sardinijo. Oktobra je pred Piombinom zaplenil barko iz Viareggia in tri francoske galeone in pred Kalabrijo še dve ladji.  Decembra 1530 je osvojil grad Cabrera na Balearih in ga začel uporabljati kot logistično bazo za operacije v tem delu Sredozemlja.
Leta 1531 se je spopadel z Andreo Doria, katerega je Karel V. imenoval za poveljnika špansko-genovskega ladjevja in mu ukazal, da osvoji Jilel in Peñón de Vélez de la Gomera. Barbarosa je odbil napad njegovih  40 galej.  Kasneje tega leta je napadel otok Favignana, kjer je admiralska ladja malteških vitezov pod poveljstvom Francesca Touchebeufa neuspešno napadla njegovo floto. Od tam je odplul na vzhod proti Kalabriji in Apuliji. Na poti domov je pri Messini potopil ladjo malteških vitezov in napadel Tripoli, ki so ga leta 1530 dobili v dar malteški vitezi. Oktobra 1531 je ponovno napadel obalo Španije.
Leta 1532 je Andrea Doria med pohodom Sulejmana I. proti habsbrški Avstriji odvojil Koron, Patras in Lepanto na Peloponezu. Sultan je proti Dorii poslal vojsko pod poveljstvom Mehmed Bega, ki je osvojil izgubljena mesta. Sultan je po teh dogodkih spoznal, da potrebuje močnega poveljnika svoje flote, in v Istanbul povabil Hajredina Barbaroso. Barbarosa je izplul avgusta 1532. Na poti v Istanbul je napadel Sardinijo, Bonifacio na Korziki, otoke Montecristo, Elbo in Lampeduzo in pri Messini zajel 18 galej. Od ujetnikov je izvedel, da Doria pluje proti Prevezi, in tudi sam odplul tja. Dorievo ladjevje je po kratki bitki pobegnilo, Barbarosa pa je zajel sedem njegovih galej. V Prevezo je priplul s 44 galejami. 25 galej je poslal domov v Alžirijo, s 15 pa je odplul v Istanbul. Sultan Sulejman I. ga je sprejel  v palači Topkapi in ga imenoval za velikega admirala (kapudan-i derya) osmanskega ladjevja in visokega guvernerja (beglerbeg) sandžaka Rodos, Evbeja in Hios v Egejskem morju.

#### Diplomatski stiki s Francijo
Barbarosa je leta 1533 poslal delegacijo k francoskemu kralju Francu I. Kralj je v zameno   v severno Afriko poslal  Antonia Rincona, ki je zatem obiskal tudi Sulejmana Veličastnega v Anatoliji.
Po drugi osmanski delegaciji v Francijo (1534) je Franc I. poslal Barbarosi svojega Ambasadorja Jeana de la Foresta s prošnjo za podporo proti Habsburžanom:
"Jean de la Forest, ki ga kralj pošilja na srečanje z Velikim gospodom [Sulejman Veličastni], bo iz Marseilla odšel najprej v Tunis na Berbersko obalo, da bi se sestal z gospodom Haradinom, kraljem Alžirije, ki ga bo usmeril proti Velikemu gospodu. V ta namen bo [francoski kralj]  prihodnje poletje poslal vojaško silo, ki se pripravlja, da povrne tisto, kar je neupravičeno zasedel vojvoda Savojski, in nato napade Genovežane.  Kralj  Franc I. močno prosi gospoda Haradina, ki ima močno mornariško silo in tudi prikladno lokacijo [Tunizija], da napade otok Korziko in druge dežele, lokacije, mesta, ladje in posesti Genove in se ne ustavi, dokler ne bo sprejela in priznala francoskega kralja. Kralj bo poleg zgoraj omenjene kopenske sile dodatno pomagal tudi s svojo mornarico, ki bo obsegala vsaj 50 plovil, od tega 30 galej, ostalo pa bodo galease in druge ladje. Spremljala jih bo ena od največjih in najlepših karak, ki so jih kdaj videli na morju. Ta flota bo spremljala   vojsko gospoda  Haradina, katero bo kralj osvežil in oskrbel  s hrano in strelivom. Kralj bo s temi dejanji lahko dosegel svoje cilje, za kar bo gospodu Haradinu zelo hvaležen".
— Vojaška navodila kanclerja  Antoine Duprata odposlancu Jeanu de La Forêtu 11. februarja 1534

### Kapudan-i Derya (veliki admiral) osmanske flote
Leta 1534 je Barbarosa odplul iz Istanbula z 80 galejami in ponovno osvojil Koron, Patras in Lepant, ki so jih okupirali Španci. Julija 1534 je napadel obalo Kalabrije, zaplenil veliko ladij in osvojil grad San Lucido. Zatem je napadel pristanišče Certaro in potopil ladje v pristanišču. Malo kasneje je v Kampaniji izropal otoka [Capri in Procida in z morja obstreljeval druga pristanišča v Neapeljskem zalivu. Zatem se je pojavil v Laciju, zaradi česar so vsi cerkveni zvonovi v Rimu zazvonili alarm. Iz Lacija je odplul proti jugu, se pojavil na Ponzi, Sardiniji in Siciliji in avgusta 1534 osvojil Tunis. Hafsidski sultan Mulej Hasan je pobegnil iz mesta. Do konca leta je osvojil tudi strateško tuniško pristanišče La Goulette.
Cesar Karel V. je k Barbarosi poslal svojega agente s ponudbo, da postane njegov "gospod Severne Afrike". Če ponudbe ne bi sprejel, bi ga moral agent ubiti. Barbarosa je ponudbo seveda zavrnil in agenta obglavil.
Pobegli Mulej Hasan je za pomoč zaprosil cesarja Karla V.  Cesarjeva špansko-italijanska flota s 300 galejami in 24.000 vojaki je leta 1535 osvojila Tunis, Bon in Madhijo. Barbarosa se je zavedal, da oborožen odpor nima nobenega smisla, in je še pred prihodom napadalcev zapustil Tunis. Začel je obstreljevati pristanišča v Tirenskem morju in znova pristal na Capriju. Na otoku je obnovil utrdbo, ki še vedno nosi njegovo ime. Od tam je odplul v Alžirijo in po poti napadel obalna mesta v Španiji, uničil pristanišči na Majorki in Menorki, zajel več španskih in genovskih galej in osvobodil njihove muslimanske suženjske veslače. Septembra 1535 je odbil španski napad na Tlemcen. 
Leta 1536 je bil odpoklican v Istanbul, da bi prevzel poveljstvo 200 ladij v napadu na habsburško Neapeljsko kraljestvo. Julija 1537 se je izkrcal v Otrantu in zasedel trdnjavo Castro in mesto Ugento v Apuliji.
Avgusta 1537 sta Lütfi Paša in Barbarosa z veliko vojsko osvojila egejske in jonske otoke Siros, Aegina, Ios, Paros, Tinos, Karpatos, Kasos, Kithira in Naksos v posesti Beneške republike. Istega leta je Barbarosa napadel Krf, opustošil polja in odpeljal v suženjstvo skoraj se prebivalce podeželja. Staro trdnjava na Krfu je branilo 4.000 beneških vojakov s 700 puškami. Barbarose se je po več neuspelih napadih nanjo umaknil in ponovno napadel Kalabrijo. Izgube so spodbudile Beneško republiko, da je zaprosila papeža Pavle III. naj organizira Sveto ligo proti Osmanskemu cesarstvu.
Papež Pavel III. je februarja 1538 uspel ustanoviti Sveto ligo, v katero so bile vključene Papeška država, Španija, Sveto rimsko cesarstvo, Beneška republika in Malteški viteški red. Barbarosove sile pod poveljstvom Sinan Reisa so v bitki pri Prevezi septembra 1538 uničile floto Svete lige pod poveljstvom Andree Dorie. Zmaga je Osmanskemu cesarstvu zagotovila popolno prevlado na Sredozemlju, ki je trajala do bitke pri Lepantu leta 1571, se pravi celih 33 let.
Poleti leta 1539 je Barbarosa zajel otoke Skiathos, Skyros, Andros in Serifos in Špancem odvzel Hercegnovi in bližnji Risan v Boki Kotorski, ki so ga zasedli po bitki pri Prevezi. Sinanom Reisom sta zatem napadla beneško trdnjavo Cattaro in špansko trdnjavo Santa Veneranda pri Pesaru. Malo kasneje je Barbarosa osvojil še preostale krščanske predele v Jonskem in Egejskem morju in prisilil Beneško republiko, da je sultanom Sulejmanom I. oktobra 1540 sklenila mirovni sporazum, s katerim je  priznala osmanske ozemeljske osvojitve in pristala na plačilo 300.000 zlatih dukatov.
Septembra 1540 je cesar Karel V. navezal stike z Barbaroso in mu ponudil mesto velikega admirala in oblast na španskih ozemljih v Severni Afriki. Ker se Barbarosa ni dal pregovoriti in prestopiti na njegovo stran, je Karel oktobra 1541 sklenil oblegati Alžir in poskušal prekiniti piratske grožnje španskim ozemljem in krščanskim ladjarjem v zahodnem Sredozemlju. Letna čas za takšno akcijo ni bil idealen. Andrea Doria, ki je poveljeval floti, in Hernán Cortés, ki ga je Charles pozval, naj sodeluje v kampanji, sta poskušala spremeniti cesarjevo mnenje, vendar jima to ni uspelo. Karlove načrte za izkrcanje je onemogočila silovita nevihta. Andrea Doria je svojo floto pravočasno odpeljal na odprto morje, velik del španske flote pa se je v brodolomu potopil. Karel se je moral po nekaj neodločujočih bitkah na kopnem z resno načeto vojsko umakniti.

#### Francosko-osmansko zavezništvo
Leta 1543 je Barbarosa odplul v Marseille na pomoč Franciji, takrat zaveznici Osmanskega cesarstva. V njegovi floti je bilo 70 galej, 40 galiotov in 100 drugih plovil s 14.000 vojaki. Skupaj z mornarji je je imela flota 30.000 mož. Med plovbo skozi Mesinski preliv ja Barbarosa zahteval, da mu guverner Diego Gaetani preda mesto Reggio Calabria. Gaetani mu je odgovoril  topovskim ognjem. Besni Barbarosa je začel oblegati mesto in ga zasedel. Zatem je pristal na obali Kampanije in Lacija in začel iz ustja Tibere ogrožati Rim. Po posredovanju Francije je načrte za napad opustil in nato izropal več italijanskih in španskih otokov iz začel v imenu francoskega kralja Franca I. oblegati Nico. Mesto je 5. avgusta  1543 padlo. Od tam je odplul v Antibes in na Île Sainte-Marguerite pri Cannesu in nato oplenil San Remo, nekaj drugih pristanišč v Liguriji, Monako in La Turbie. Zimo je skupaj s 30.000 osmanskimi vojaki preživel v Toulonu. Občasno je poslal nekaj ladij obstreljevat obalo Španije. Krščansko prebivalstvo mesta je bilo evakuirano, stolnica sv. Marije v Toulonu pa je bila preurejena v mošejo za osmanske vojake. Mestni trgovci so sprejemali tudi osmanski denar.
Spomladi leta 1544 je Barbarosa po drugem napadu na San Remo pristal na Borghettu Santo Spirito in Cerialu, premagal drugo špansko-italijansko floto in globoko prodrl na ozemlje Neapeljskega kraljestva. Z 210 ladjami je nato odplul  v Genovo in zagrozil, da bo napadel mesto, če ne osvobodi Turguta Reisa, ki je služil kot suženj na genovski galeji in bil nato v genovski ječi, odkar ga je  Giannettino Doria leta 1540 ujel na Korziki.  Andrea Doria je Barbaroso povabil na razgovor v svojo palačo v genovskem okrožju Fassolo, kjer sta se admirala dogovorila za  Turgut Reisovo osvoboditev  v zameno za 3.500 zlatih dukatov. Barbarosa je nato uspešno odbijal  nadaljnje španske napade na južno Francijo. Ko sta se Karel V. in sultan Sulejman leta 1544 dogovorila za premirje, je bil Barbarosa odpoklican v Istanbul.
Maja 1544 je izplul iz pristanišča Île Sainte-Marguerite v Provansi in tretjič napadel San Remo. Genovska republika je druga ligurska mesta rešila pred njegovim napadom z veliko odkupnino. Junija 1544 se je pojavil pred Elbo in grozil, da bo obstreljeval Piombino, dokler je osvobodijo Sinan Reisovega sina, ki so ga pred desetimi leti v Tunisu ujeli in krstili Španci. Dosegel je njegovo osvoboditev in nato zasedel Castiglione della Pescaia, Talamone in Orbetello v toskanski province  Grosseto. Porušil je grobnico in sežgal posmrtne ostanke Bartolomea Perettija, ki je leto pred tem požgal hišo njegovega očeta na Lesbosu. Zatem je zasedel Montiano, Porto Ercole in otok Giglio. Kasneje je napadel  Civitavecchio, vendar ga je francoski poslanik prepričal, da je obleganje prekinil.
Osmanska flota je zatem napadala obalo Sardinije, se izkrcala na Ischii, zasedla nekaj mest in nato napadla Pozzuoli. 30 galej Giannettina Dorie ga je prisililo na umik v Messino na Siciliji. Napad na Salerno so mu preprečili Močni vetrovi. Po pristankih v  Catoni, Fiumari in Calanni je petnajst dni obstreljeval in osvojil citadelo Cariati na Eolskih otokih in nato zapustil Italijo in se vrnil v Istanbul.
Leta 1545 se je odpravil na zadnjo pomorsko odpravo, na kateri je obstreljeval španska pristanišča in zadnjič pristal na Majorki in Menorki. Od tam je odplul v Istanbul in Büyükderu  na Bosporju zgradil palačo.

### Upokojitev in smrt
Barbarosa se je leta 1545 upokojil in svoje nasledstvo v Alžiriji prepustil sinu Hasan Paši. Spomini, ki jih je po njegovem nareku zapisoval Muradi Sinan Reis, so obsegali pet zvezkov rokopisov, znanih pod naslovom Gazavat-ı Hayreddin Paşa (Osvajanja Hajeredina Paše). Razstavljeni so v palači Topkapi in Istanbulski univerzitetni knjižnici. Za tisk jih je pripravil in pod naslovom Kaptan Paşa'nın Seyir  Defteri (Ladijski dnevnik kapitana Paše) Babıali Kültür Yayıncılığı. V domišljijski obliki so objavljeni pod naslovom Akdeniz Bizimdi (Sredozemlje je bilo naše). Barbarosa je tudi glavna oseba romana  Popotnik finskega pisatelja Mike Waltarija (1949).
Barbarosa Hajredin Pača je umrl leta 1546 v svoji palači ob Bosporju v bližini Istanbula. Pokopan je v visokem mavzoleju (turbe), ki ga je že leta 1541 zgradil slavni arhitekt Mimar Sinan na mestu, kjer se je običajno zbirala njegova flota. Mavzolej je v bližini sedanjega trajektnega pristanišča v Beşiktaşu, Istanbul. Ob mavzoleju so mu leta 1944 postavili tudi spomenik.

### Zastava (sandžak) Hajredina Barbarose
Kaligrafski napis na vrhu zastave se bere: "نَصرٌ مِنَ اللَّـهِ وَفَتحٌ قَريبٌ وَبَشِّرِ المُؤمِنينَ يَا مُحَمَّد" (nasrun mina'llāhi wa fatḥhun qarībun wa bashshiri'l-mu’minīna yā muḥammad) in se v prevodi glasi:  "Zmaga od Alaha in prevzvišena osvojitev; in sporoči  dobre novice svojim vernikom, o Mohamed". Besedilo je iz Korana prepisan verz 61:13, kateremu je pripisano Mohamedovo ime.
V štirih polmesecih so (od desne proti levi z začetkom zgoraj desno) imena prvih štirih kalifov - Abu Bakra, Omarja, Utmana in Alija, ki so za Mohamedom vladali v islamskem Rašidunskem kalifatu.
Meč z dvama reziloma predstavlja Dhu'l-Fiqar, slavni meč iz islamske zgodovine, ki je pripadal najprej Mohamedu in nato Aliju. Levo od ročaja meča je majhna roka.
Med reziloma je šestkraka zvezda, ki nima nobene zveze z Davidovo zvezdo. V srednjem veku je bila zvezda znana kot Salomonov pečat in se je na široko uporabljala v anatolskih bejlikih. V osmanskem obdobju se je pogosto pojavljala v okrasju mošej, na kovancih in zasebnih zastavah osmanskih mogotcev, vključno s Hajredinom Barbaroso.

## Zapuščina
Hajredin Barbarosa je vzpostavil osmansko premoč na Sredozemlju, ki je trajala do bitke pri Lepantu leta 1571. Osmansko cesarstvo je po tem porazu hitro obnovilo svojo floto in v letih 1571 in 1572 osvojilo Ciper, dele Peloponeza in Dalmacije, ki so bili pod beneško oblastjo, in leta 1574 Tunizijo, ki je bila španska.
Pred Barbaroso je bilo veliko  slavnih osmanskih pomorščakov, med njimi Kemal Reis, brat Oruč in sodobniki Turgut Reis, Salih Reis, Piri Reis in Kurtoğlu Muslihiddin Reis. Za njim so sloveli Pijale Paša, Murat Reis, Sejdi Ali Reis, Uluč Ali Reis in Kurtoğlu Hızır Reis. Za njim je Brbarosovo slavo doseglo samo nekaj osmanskih admiralov. 
Na Barbarosovem spomeniku v parku ob Istanbulskem pomorskem muzeju so vklasani verzi turškaga pesnika Yahya Kemala  Beyatlıja, ki se (v prostem prevodu) berejo:
Od kod na morskem obzorju prihaja ta bučanje?
Ali ja Barbarosa, ki se vrača
iz Tunisa ali Alžira ali z otokov?
Dvesto plovil drsi po valovih
iz dežel vzhajajočega polmeseca:
O blagoslovljene ladje, s katerih morij ste prišle?
Pri pomorskem muzeju se začne avenija z njegovim imenom, ki teče do poslovnih četrti Levent in Malak in ša malo dlje. Po njem se imenuje pristanišče Üsküdar in  Eminönü v Beşiktaşu  (do 10. januarja 2009 Kadıköy).
Po njegovi smrti in celo zdaj turški pomorščaki pred odhodom na pomorske operacije in bitke s salvo pozdravijo Barbarosov mavzolej.
Po njem se imenuje več turških vojnih in potniških ladij. 
Britanski pomorski vojaški zgodovinar Edward Keble Chatterton šteje Barbaroso za "največjega pirata v zgodovini piratstva in enega od najbolj premetenih taktikov in strategov, ki so kdaj pluli po Sredozemlju. Njegova smrt je za krščansko Evropo pomenila največje olajšanje."